# Tsacasiella kivuensis
Tsacasiella kivuensis là một loài ruồi trong họ Asilidae. Tsacasiella kivuensis được Tsacas miêu tả năm 1969. Loài này phân bố ở vùng nhiệt đới châu Phi.